# Frédéric Reiset

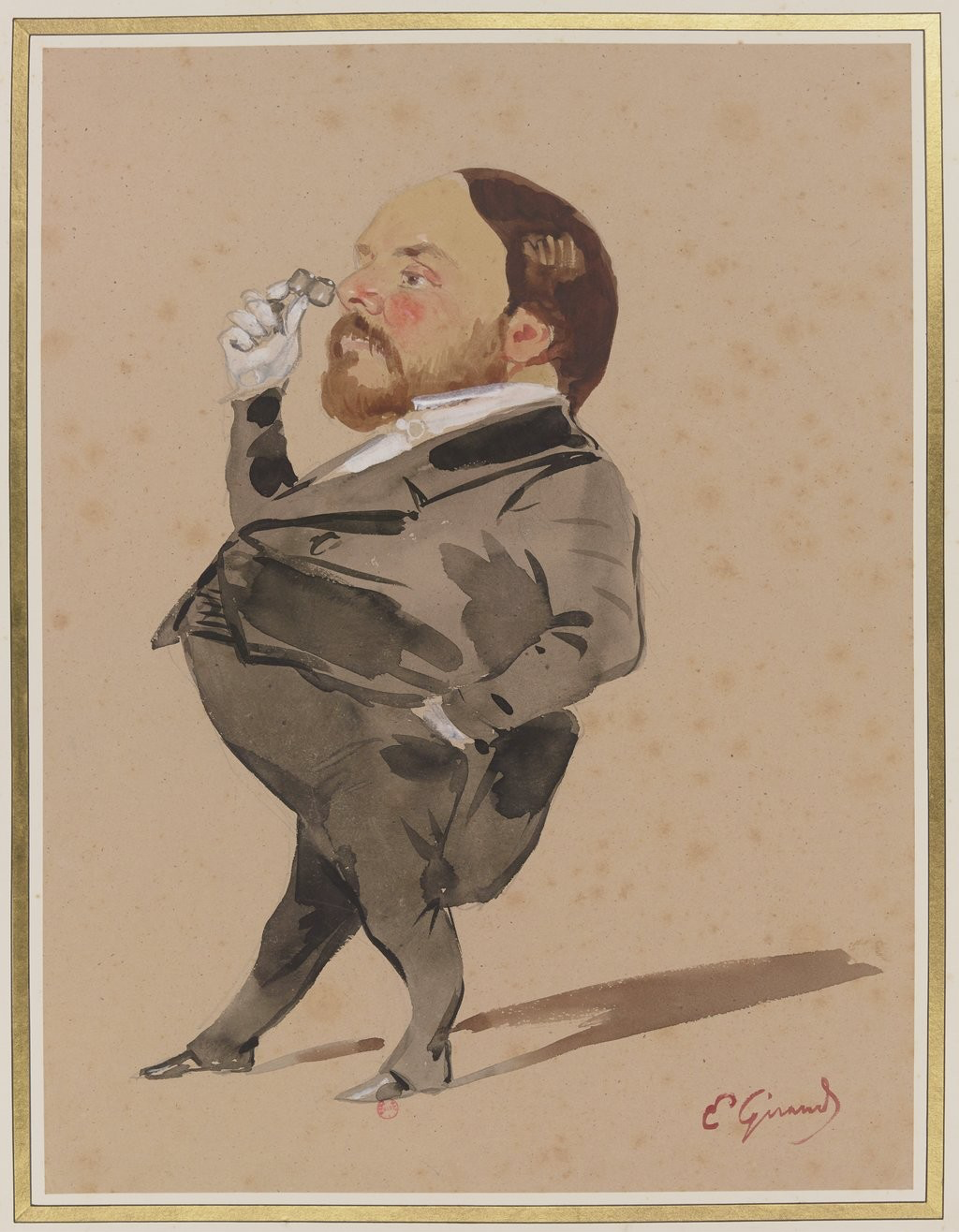

Frédéric Reiset (* 12. Juni 1815 in Oissel; † 27. Februar 1891 in Paris) war ein französischer Kunsthistoriker und Kunstsammler. Ab 1850 bekleidete er das Amt des Kurators für Zeichnungen und Kupferstiche im Louvre, ab 1861 zusätzlich als Kurator für Malerei im Louvre, und ab 1874 das Amt des Generaldirektors der nationalen Museen Frankreichs.